# Pathogenitätsinsel
Eine Pathogenitätsinsel ist eine zusammenhängende DNA-Sequenz mehrerer Gene im Genom eines Krankheitserregers (z. B. bei Bakterien), welche Virulenzfaktoren codieren. Solche Pathogenitätsinseln dienen gelegentlich der Unterscheidung pathogener Erreger von ihren nicht-krankheitsauslösenden (apathogenen) Stämmen der gleichen Gattung. Sie sind oft von inverted repeats flankiert, die es ermöglichen, die krankheitsauslösenden Genomabschnitte modular durch einen horizontalen Gentransfer in einen anderen Stamm zu transferieren, so dass aus einem apathogenen ein pathogener Stamm werden kann, was oftmals Überlebensvorteile für den Erreger mit sich bringt.